# Hofanlage Dorfstraße 14

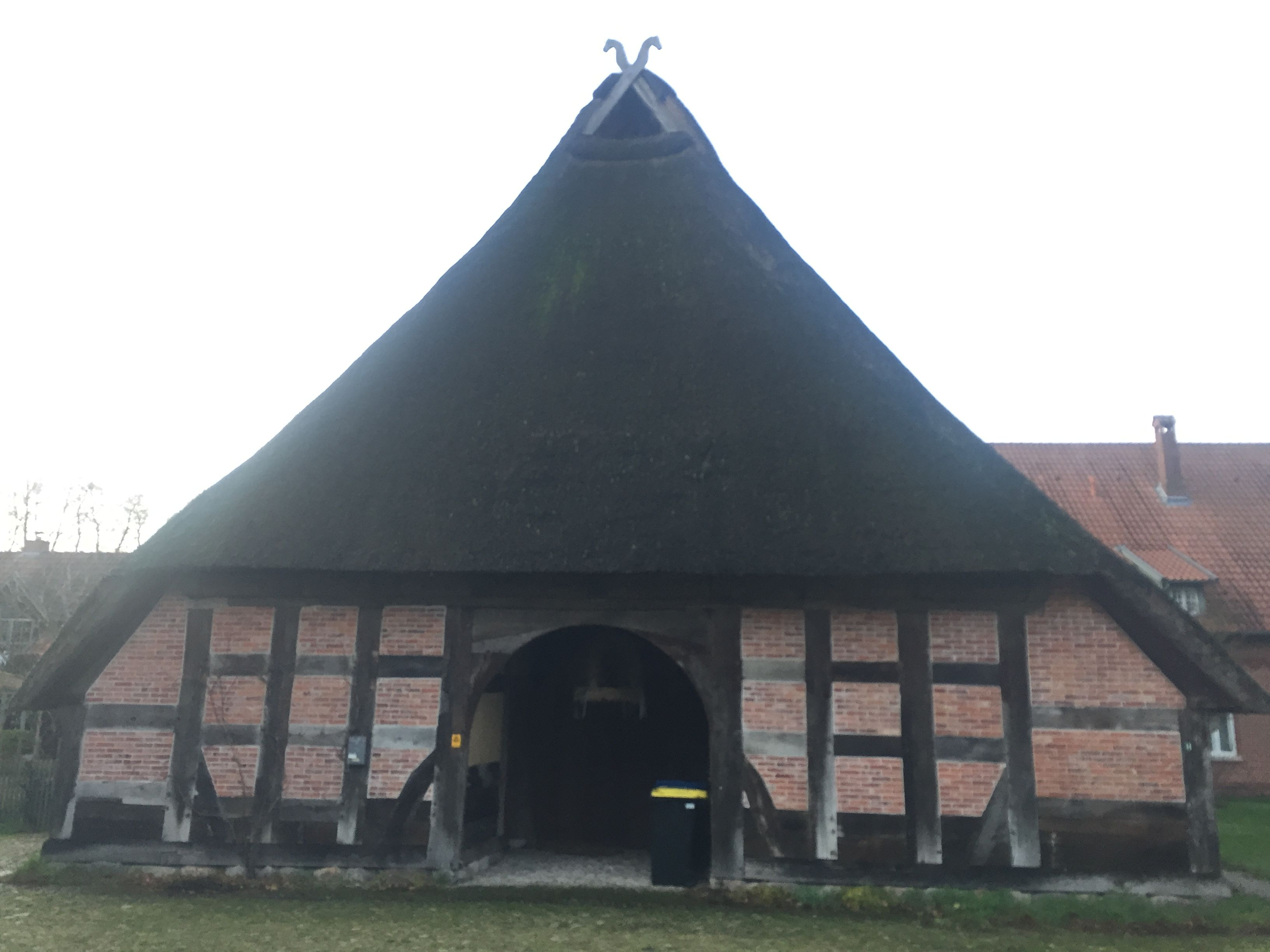
Wohn-/Wirtschaftsgebäude, Ostfassade (2021)

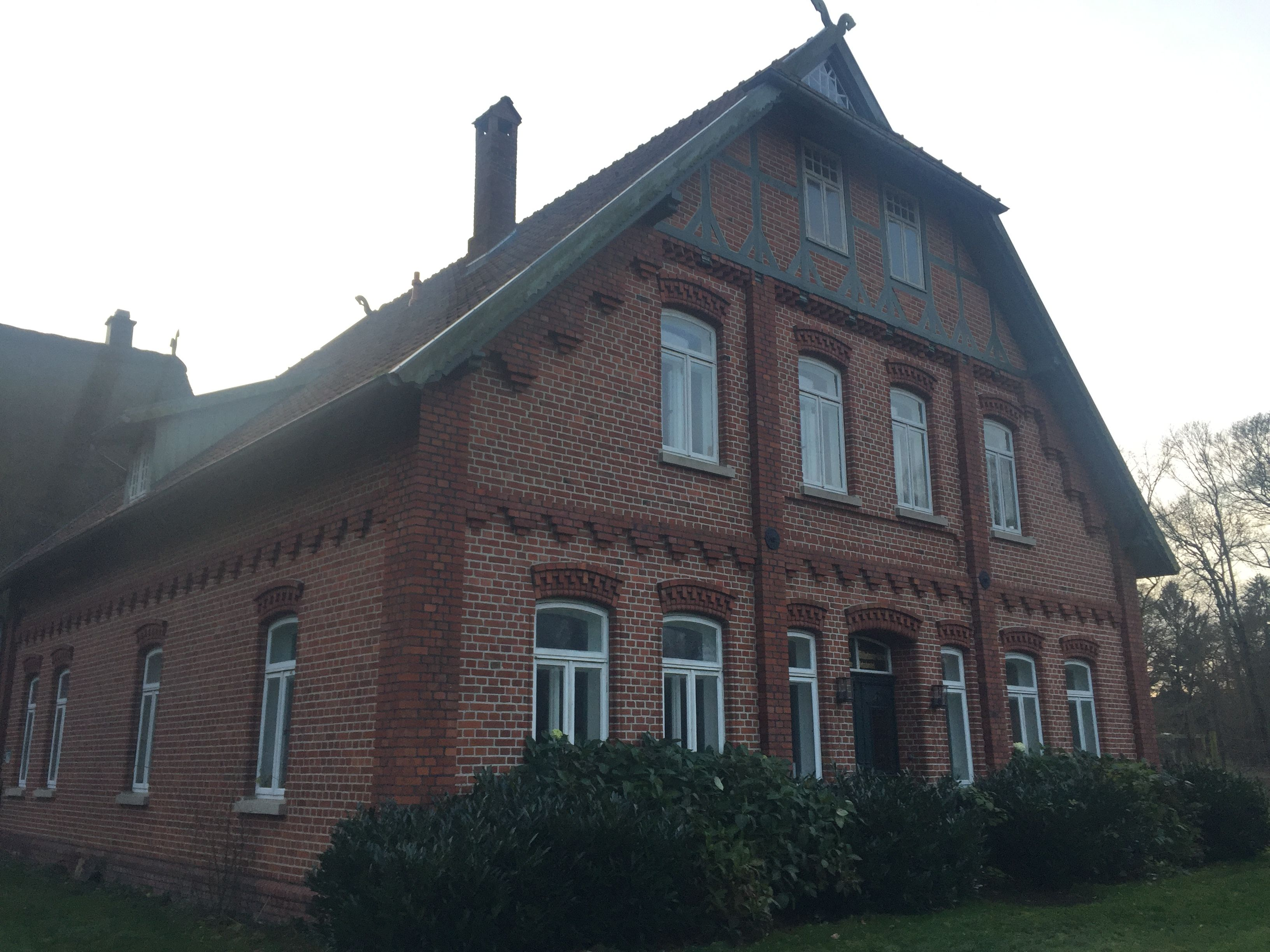
Wohnhaus von 1910, Ost- und Nordfassade (2021)

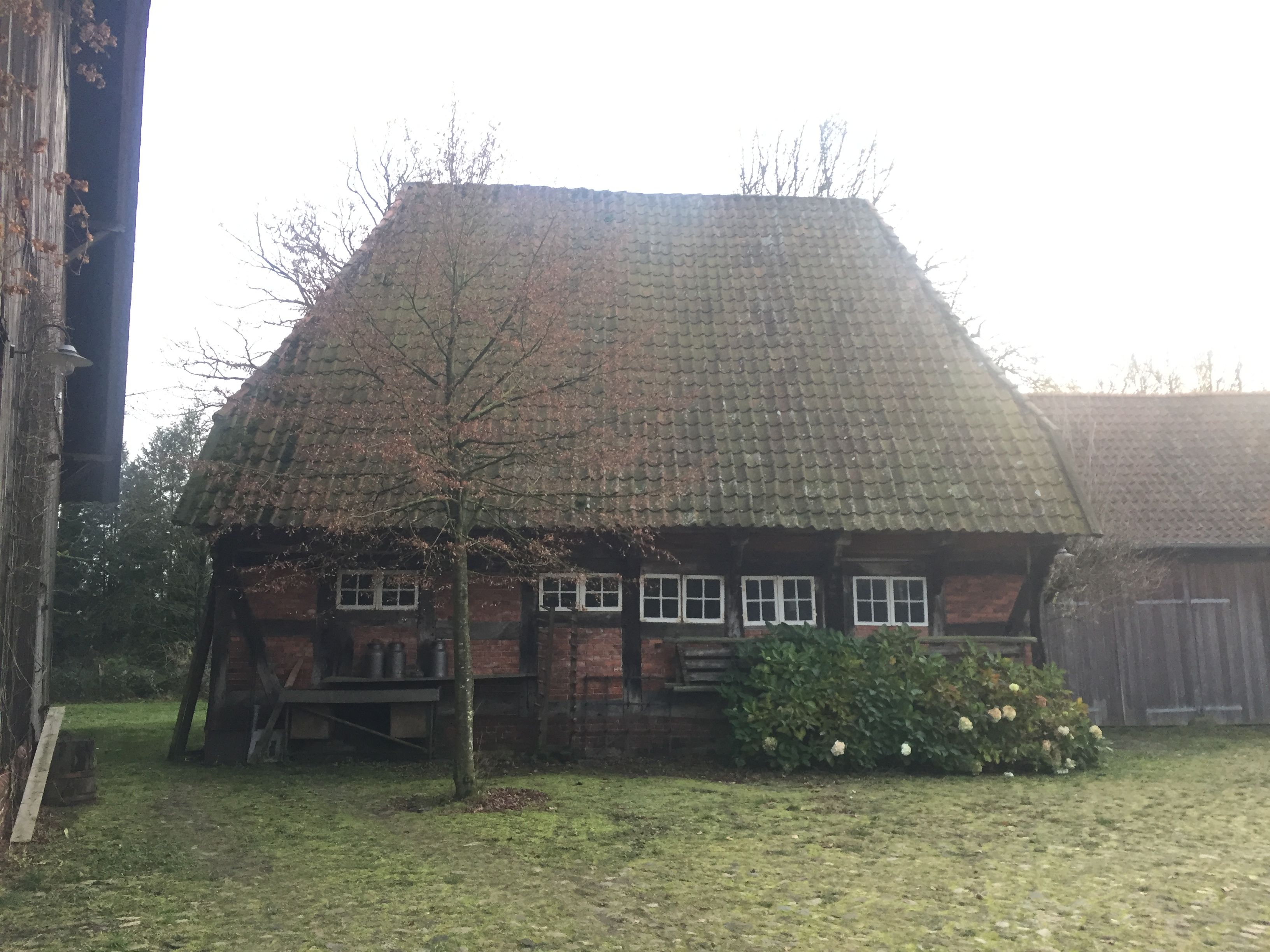
Scheune von 1758, Nordfassade (2021)

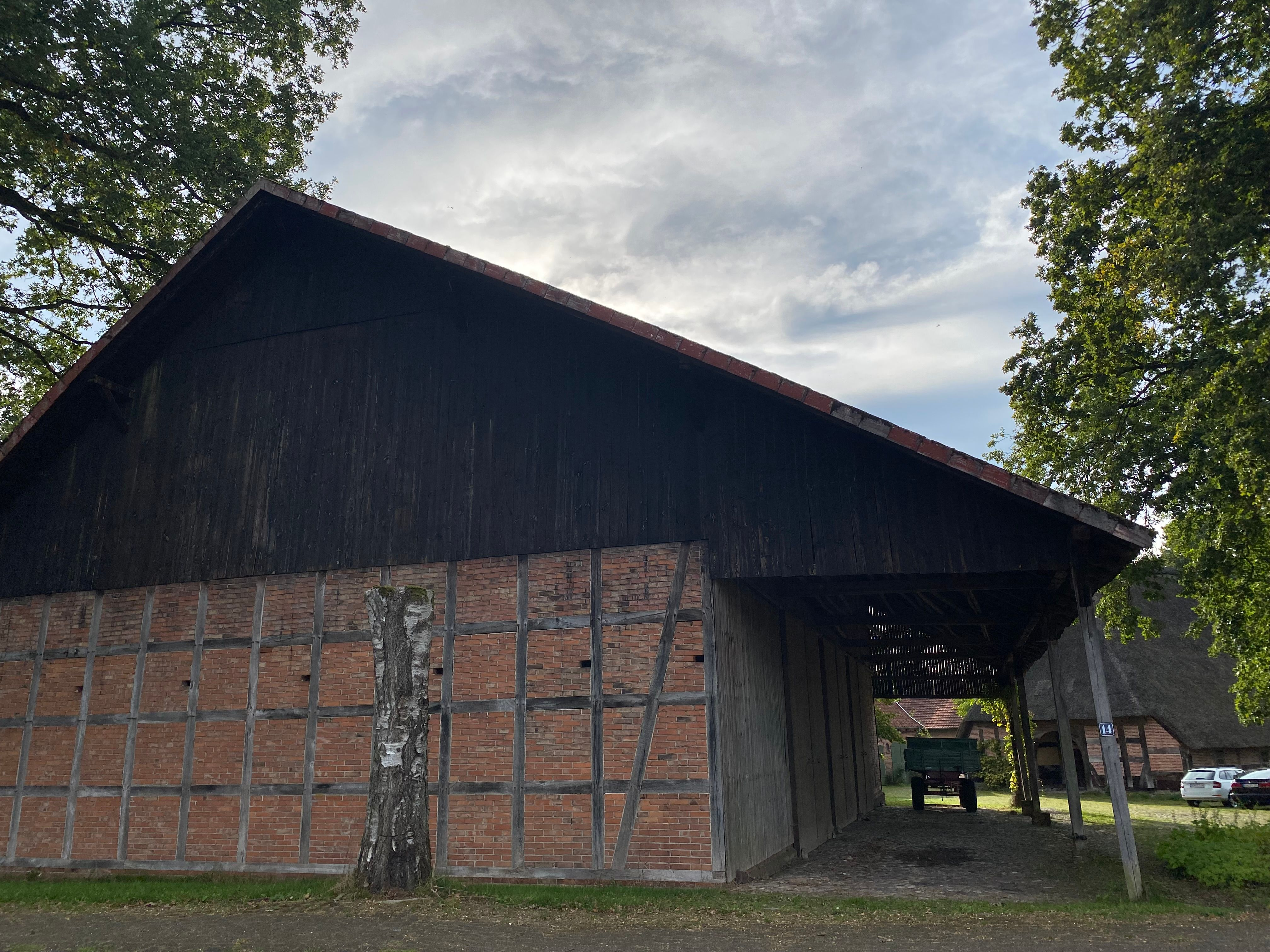
Scheune von 1910, Ostgiebel (2023)

Die Hofanlage Dorfstraße 14 (Cohrs Hof) in der niedersächsischen Gemeinde Kirchwalsede, Ortsteil (Weiler) Riekenbostel, wurde vom 17. bis 20. Jahrhundert gebaut. Aktuell (2025) wird sie zum Wohnen und landwirtschaftlich genutzt.
Die Gebäude stehen unter Denkmalschutz (siehe auch Liste der Baudenkmale in Kirchwalsede).

## Geschichte und Beschreibung
Kirchwalsede wurde 1231 als Westerwalsede sowie um 1320 als Süderwalsede und Walsede erwähnt und gehört zur heutigen Samtgemeinde Bothel im Landkreis Rotenburg (Wümme). Cohrs Hof gehört zu den ältesten erhaltenen Höfen in der Gemeinde.
Die sanierte Hofanlage von Cohrs Hof im Süden von Riekenbostel am Nordpfad besteht aus
- dem eingeschossigen giebelständigen Wohn- und Wirtschaftsgebäude von 1640 (Inschrift) als Zweiständer-Hallenhaus in Fachwerk mit Steinausfachungen reetgedecktem Krüppelwalmdach, Niedersachsengiebel mit Uhlenloch, Pferdeköpfen und der Grooten Door mit Rundbogen, sowie mit Vorschauer, Diele, Flett und abgeschlossenem Kammerfach; das Innengerüst mit mächtigen Ständern ist nahezu vollständig erhalten,[1]
- dem eingeschossigen Wohnhaus von 1910 (Inschrift) in Backstein mit Drempel, Satteldach, Uhlenloch und Pferdeköpfen als Anbau an das Wohn- und Wirtschaftsgebäude; verzierte Fassaden mit Gesimsen und segmentbogenförmigen Öffnungen,[1]
- dem zweigeschossigen giebelständigen Speicher von 1900 (Inschrift) in Fachwerk mit geschlämmten Steinausfachungen, ziegelgedecktem Satteldach und verbretterten Giebeldreiecken; später als Gesindehaus genutzt und umgebaut zu einem Wohnhaus,[1]
- der regionstypischen alten Scheune von 1758 (Inschrift) in Fachwerk mit Steinausfachungen, ziegelgedecktem Krüppelwalmdach, Längsdurchfahrt, Auskragungen an den Traufseiten auf geschnitzten Knaggen; Umbau mit Anschleppung an der südlichen Traufseite um 1900,[1]
- der neuen Scheune von 1910 in Fachwerk mit Steinausfachungen, flachem ziegelgedecktem Satteldach, drei Querdurchfahrten, vertikal verbrettertem Westgiebel und Giebeldreieck nach Osten sowie Anschleppung über die gesamte nördliche Traufseite,[1]
- dem Stall für Schweine von um 1900 in Backstein, mit Quereinfahrt und Dachhaus, Drempel und Satteldach; seit 2023 wegen Veränderungen nicht mehr im Denkmalverzeichnis,
- der Remise in Fachwerk; seit 2023 wegen Veränderungen nicht mehr im Denkmalverzeichnis
- und dem eingeschossigen Wohnhaus um 1900 als Häuslingshaus und Querdielenhaus mit Quereinfahrt und Krüppelwalmdach; seit 2021 wegen Veränderungen nicht mehr im Denkmalverzeichnis.

Das Landesdenkmalamt befand u. a.: „… stellt so ein gut überkommenes Beispiel für eine typische gewachsene Hofanlage dar ….“